# Kasama (restaurante)
Kasama es un restaurante de gastronomía filipina en Chicago, en el estado estadounidense de Illinois. El restaurante ha recibido una estrella Michelin, lo que lo convierte en el primer restaurante de gastronomía filipina del mundo en obtener una.

## Descripción
El restaurante está ubicado en el vecindario de la aldea ucraniana del West Side de Chicago. El nombre Kasama proviene de la palabra tagalo para juntos. El restaurante sirve desayuno, almuerzo y cena. Para la cena, ofrece un menú degustación de 13 platos.

## Historia
Kasama es copropietario del equipo de marido y mujer Tim Flores y Genie Kwon, quienes se desempeñan como chefs propietarios. Flores declaró que su objetivo era hacer que la comida filipina fuera accesible para personas que nunca antes la habían probado. Su concepto inicial para el restaurante era una cafetería con pasteles horneados por Kwon por la mañana y lumpiá y sándwiches por la tarde.
El restaurante abrió en julio de 2020 con el concepto inicial de cafetería. Más tarde, comenzaron a ofrecer un menú de degustación en la cena durante la pandemia de COVID-19 como respuesta a la escasez generalizada de mano de obra.
El restaurante apareció en la serie de televisión The Bear, que se desarrolla en la escena de los restaurantes de Chicago.

## Recepción
Kasama ha sido elogiado por Louise Chu del Chicago Tribune como «uno de los mejores restaurantes del mundo». La Guía Michelin inicialmente agregó el menú de degustación de Kasama a su lista Bib Gourmand en 2021, y luego le otorgó una estrella Michelin en 2022, convirtiéndolo en el primer restaurante filipino del mundo con una estrella.
Esquire calificó a Kasama como uno de los mejores restaurantes nuevos de Estados Unidos de 2021. Fue nominado al Premio James Beard al mejor restaurante de 2022. La revista Robb Report clasificó a Kasama como el tercer mejor restaurante nuevo de Estados Unidos en 2022 y nombró a los copropietarios Tim Flores y Genie Kwon mejores chefs del año por sus esfuerzos para abrir el restaurante durante la pandemia de COVID-19.